# 比爾廷
比爾廷是乍得東部的城市，也是瓦迪菲拉區的首府，市內有機場設施，2009年人口11,840。2008年6月16日，反對派叛亂組織和政府軍隊在比爾廷爆發戰爭，消息指反對派取得勝利。
14°31′39″N 20°55′36″E / 14.52750°N 20.92667°E